# Pesavar

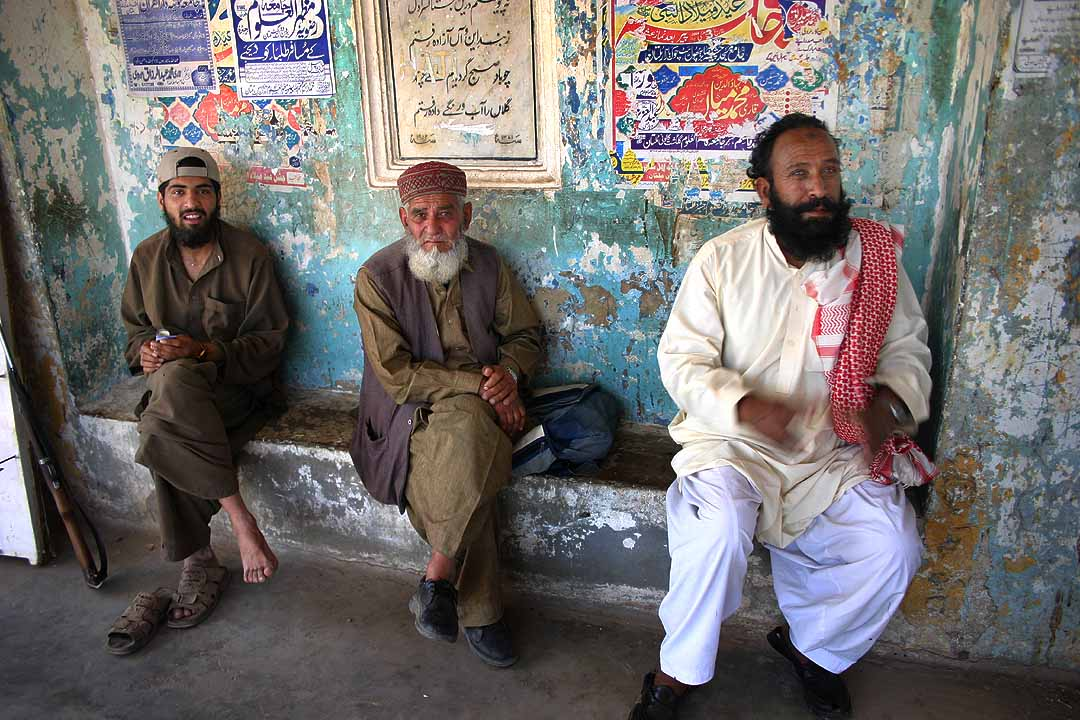
Pesavariak 2006-ban

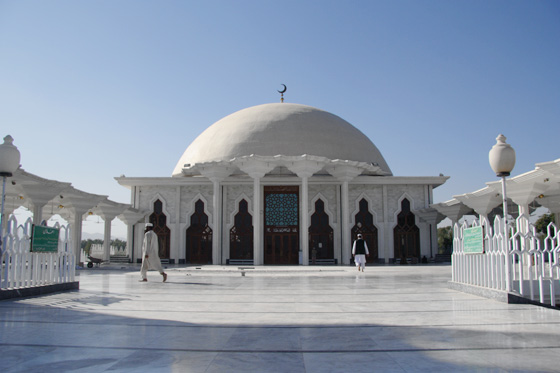
Mecset Pesavarban

Pesavar (pastuul: پښور; urduul: پشاور, angolul: Peshawar) a legkisebb pakisztáni tartomány, Haibar-Pahtúnhva közigazgatási székhelye.
Pesavar szó szerinti jelentése perzsául: „a magas erőd”, a pastuk Pekavar néven ismerik.
Területe 2257 km², népessége 2006-os becslés szerint 3,242 millió volt.
Az afgán határ közelében fekvő Haibar-hágó közelsége miatt Pesavar a pastu kereskedelmi, gazdasági, politikai és kulturális főváros szerepét tölti be Pakisztánban.

## Fekvése

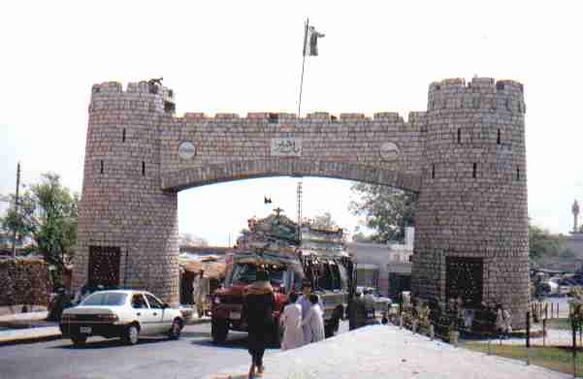
Bab-e-Khyber (kapu a Haibar-hágó felé)

Pesavar a Haibar-hágó keleti végének közelében van, az Iráni-fennsíkon. Gyakorlatilag Délkelet-Ázsia határvárosa. Az afgán határ 40 km-re van nyugati irányban.

## Történelme
A város területét számos birodalom magáénak mondhatta, többek között az afgán, a perzsa, a hindu, a görög, a maurja, a szkíta, az arab, a török, a mongol, a mogul, a szikh és az angol.
A kusánok Puspapura néven hoztak létre jelentős települést nagyjából a mai város területén. A mogul korban, a 16. században Nagy Akbar alapította meg és ekkor kapta mai nevét. Történelme során fő kereskedelmi központ volt, mint az ókori selyemút egyik állomása, és itt haladtak a különböző kultúrák karavánútjai Dél-Ázsia, Közép-Ázsia és a Közel-Kelet irányába.

## Földrajza
A Pesavar völgyet lerakódott iszap, homok és kavics borítja. Rendszeres áradással borított terület a Kabul folyó és Budni Nala közötti rész. Ez a terület az északnyugati Varsaktól délkelet felé terjed a felsőbb északi kerületben. A Kabul folyó északnyugaton lép erre a területre. A Pesavari-fennsíkon a folyó több ágra oszlik. Két fő ága közül az egyik az Adizai folyó, ami kelet felé folyik a Csarszadda kerület határán. A másik ág, ami a Naguman folyó jobb partjától ered, a Sah Alam, ami később egyesül a Naguman folyóval keleten. A talajon lévő termékeny föld alatt sziklás, kavicsos, homokos rétegek vannak, amiket iszap és agyagrétegek szakítanak meg. A homokos, kavicsos réteg víztározó szerepet tölt be, ami eléri a 60 méteres mélységet. További, korlátozottan elérhető víztároló réteg 120 méternél is mélyebben van.
Pesavar több mint 50 km-re terjed észak-dél irányban, és több mint 30 km-re kelet-nyugati irányban. 350 m-rel van a tengerszint felett.
A Pesavar-völgy közelítőleg kör alakú, az Industól a Haibar-hágóig terjed. Északról és északkeletről hegyek határolják, amik elválasztják a Szvat-völgytől . Északnyugaton a Haibár csipkés hegyei emelkednek, délen a Szafed Koh  nyúlványa határolja (a híres afgán határ menti fehér hegyek) ami az Indusba torkollik. A nyúlvány alacsonyabb része a választóvonal Pesavar és Kohát között.

## Éghajlata
A tél novemberben kezdődik és március végéig tart, a nyár pedig májustól szeptemberig. Az átlagos csúcshőmérséklet nyáron eléri a 40 °C-t, a minimum pedig 25 °C. Télen a leghidegebb 4 °C körül van, a legenyhébb pedig 18 °C körül fordul elő.
Eső mindkét évszakban esik. Télen februárban és áprilisban az átlagosnál valamivel több eső esik, nyáron augusztusban hullik a legtöbb csapadék. 30 éves feljegyzések alapján az éves átlagos csapadék 400 mm. A páratartalom 46% (június) és 76% (augusztus) között változik.
Pesavar környezete a növekvő lélekszám miatt egyre nagyobb szennyezést kap. A város egyes részein a levegő- és a zajszennyezés komoly gondot okoz, és a víz, ami egykor kiváló minőségű volt, rohamosan romlik.

## Népessége
Pesavar gyorsan gyarapodó város, lélekszáma 1998-ban kb. 3 milliós volt. A születési arány 3,3%, ami magasabb, mint más pakisztáni városokban.
A lakosság nagyjából két részből áll; pastunok és pesaváriak. E kettőn kívül többezres tádzsik, kazár, üzbég, perzsa, pandzsábi, csitrali és cigány népesség lakja. A nő/férfi arány = 1,1
A lakosság 99%-a muszlim. A város szembetűnő iszlám kinézete ellenére a város korábban otthont adott afgán zsidó, zoroasztrista, bahá’í, hindu és szikh közösségeknek is. Brit India felosztása és Izrael megalakulása az említett csoportok egy részének megszűnésével járt, különösen a szikhek és a hinduk mentek el Pesavarból, de továbbra is maradtak még kisebb keresztény, zoroaszter, bahá’í és szikh közösségek.

## Kultúrája
Pesavar a központja a pastu kultúrának és művészetnek, ugyanakkor a hindko kultúrának is egyik fő csomópontja. A Szovjetunió 1979-es Afganisztán elleni inváziója miatt afgán menekültek milliói lepték el Pakisztánt, ekkor Pesavar az afgán zenészek és más művészek otthonává is vált.
A város a pastu zene és film központja, ugyanakkor az afganisztáni tádzsikok dari zenéjének is.
Meg kell említeni azonban, hogy a 2002-es választásokon az MMA iszlám koalíció hatalomra kerülése után korlátozták a nyilvános zenés rendezvényeket, és betiltották a közlekedési eszközökön a felvett zene lejátszását. Ezek után Pesavarban virágzó „földalatti” zenei világ alakult ki.
Aktív perzsa nyelvű könyvkiadás is folyik Pesavarban, ami főleg az iszlám irodalomra koncentrálódik.

## Oktatás
A városban számos egyetem található orvosi, műszaki, mezőgazdasági, üzleti, iszlamista témákban, és ehhez kapcsolódóan számtalan középiskola üzemel.

## Látnivalók
Pesavarban számos bazár található, ahol arany- és ezüstművesek munkáit lehet látni és vásárolni belőlük. Ismertek a hagyományos szőnyegek is. Innen indul a historizáló „Haibar-hágó kirándulóvonat”, ami a 42 km-es út alatt 34 alagúton és 92 hídon megy át, és 1200 m-es magasságkülönbséget küzd le, míg eléri Landi Kotalt. Az út mintegy 5 óráig tart. A gőzmozdonyok 1920-as építésűek. Már a városhoz közel egyedülálló látvány, amikor a vonat a pesavari repülőtéren halad keresztül.
Meg kell azonban jegyezni, hogy a szélsőséges politikai erők hatalomra kerülése miatt a Pesavarba való utazást csak a legvakmerőbb európai utasok számára lehet ajánlani.

## Közlekedés

### Repülőtér
A Pesavar nemzetközi repülőtér nem csak a várost, hanem az egész északnyugati határmenti tartományt kiszolgálja. Az összes pakisztáni légitársaság használja, valamint a nagyobb légitársaságok, beleértve az Emirates légitársaságot és a Qatar Airways-t, amelyek a rendszeres kapcsolatot jelentik az Arab-öböl és Európa felé.

### Tömegközlekedés
A város a fő autópályához, valamint a Karakorum autópályához csatlakozik, ami összeköti Pakisztán nagyobb városaival, mint Karacsi, Lahor, Iszlámábád, Ravalpindi, Fezalábád és Multán. Az országutak Afganisztánnal és Kínával is kapcsolatot teremtenek.
Afganisztán felé a Haibar-hágón át vezet az út, itt halad át a legnagyobb teher- és személyforgalom.
A városon belül a közlekedésnek számos formája létezik, autók, buszok, riksák, motoros riksák, sárga és fekete taxik, és láthatók a hagyományos eszközök is, mint a ló és a kézi kocsi.

### Vasút
A pesavari vasútállomást a Pakisztáni Vasutak üzemelteti, a legnagyobb vasúttársaság Pakisztánban. A vonalak Pakisztán minden részébe eljutnak és Afganisztán felé is.

## Sportélete
A városban, ahogy egész Pakisztánban is, igen népszerű sport a krikett. Pesavar a székhelye a világ legerősebb krikettbajnokságai közé tartozó Pakistan Super League egyik csapatának, a Peshawar Zalminak.

## Fordítás
- Ez a szócikk részben vagy egészben  a   Peshawar című angol Wikipédia-szócikk fordításán alapul.  Az eredeti cikk szerkesztőit annak laptörténete sorolja fel. Ez a jelzés csupán a megfogalmazás eredetét és a szerzői jogokat jelzi, nem szolgál a cikkben szereplő információk forrásmegjelöléseként.

## További irodalom
- Ahmad, Aisha and Boase, Roger. 2003. "Pashtun Tales from the Pakistan-Afghan Frontier: From the Pakistan-Afghan Frontier." Saqi Books (March 1, 2003). ISBN 0-86356-438-0.
- Beal, Samuel. 1884. "Si-Yu-Ki: Buddhist Records of the Western World, by Hiuen Tsiang." 2 vols. Trans. by Samuel Beal. London. Reprint: Delhi. Oriental Books Reprint Corporation. 1969.
- Beal, Samuel. 1911. "The Life of Hiuen-Tsiang by the Shaman Hwui Li, with an Introduction containing an account of the Works of I-Tsing". Trans. by Samuel Beal. London. 1911. Reprint: Munshiram Manoharlal, New Delhi. 1973.
- Dani, Ahmad Hasan. 1985. "Peshawar: Historic city of the Frontier" Sang-e-Meel Publications (1995). ISBN 969-35-0554-9.
- Dobbins, K. Walton. 1971. "The Stūpa and Vihāra of Kanishka I". The Asiatic Society of Bengal Monograph Series, Vol. XVIII. Calcutta.
- Elphinstone, Mountstuart. 1815. "An account of the Kingdom of Caubul and its dependencies in Persia, Tartary, and India,: comprising a view of the Afghaun nation." Akadem. Druck- u. Verlagsanst (1969).
- Foucher, M. A. 1901. "Notes sur la geographie ancienne du Gandhâra (commentaire à un chaptaire de Hiuen-Tsang)." BEFEO No. 4, Oct. 1901, pp. 322–369.
- Hargreaves, H. (1910-11): "Excavations at Shāh-jī-kī Dhērī"; Archaeological Survey of India, 1910-11, pp. 25–32.
- Hill, John E. 2003. "Annotated Translation of the Chapter on the Western Regions according to the Hou Hanshu." 2nd Draft Edition.
- Hill, John E. 2004. "The Peoples of the West from the Weilue" 魏略 by Yu Huan 魚豢: A Third Century Chinese Account Composed between 239 and 265 CE. Draft annotated English translation.
- Hopkirk, Peter. 1984. "The Great Game: The Struggle for Empire in Central Asia."  Kodansha Globe; Reprint edition. ISBN 1-56836-022-3.
- Moorcroft, William and Trebeck, George. 1841. "Travels in the Himalayan Provinces of Hindustan and the Panjab; in Ladakh and Kashmir, in Peshawar, Kabul, Kunduz, and Bokhara… from 1819 to 1825", Vol. II. Reprint: New Delhi, Sagar Publications, 1971.
- Reeves, Richard. 1985. "Passage to Peshawar: Pakistan: Between the Hindu Kush and the Arabian Sea." Holiday House (September, 1985. ISBN 0-671-60539-9.
- Baghaat-i-Peshawar By Imran Rashid Imran